# Fernando Morena
Fernando Morena Belora (* 2. Februar 1952 in Montevideo) ist ein ehemaliger uruguayischer Fußballspieler und heutiger -trainer. Er zählte in den 1970er Jahren zu den bekanntesten und torgefährlichsten Spielern des Landes und spielte auch in der Nationalmannschaft von Uruguay.

## Verein
Seine ersten fußballerischen Schritte unternahm der Sohn von Lito und Pola Morena in der Kindermannschaft des Vereins El Faro de Punta Carretas. Auch in der dortigen Basketball-Mannschaft war er aktiv. Morena begann seine Karriere 1968 beim Racing Club de Montevideo und wechselte nur wenig später zu River Plate Montevideo. Nachdem er insgesamt 58 Tore für River Plate erzielt hatte, erhielt er 1972 den Premio Charrúa als Entdeckung der Saison. Am 25. Januar des Folgejahres unterzeichnete er dann einen Vertrag bei Peñarol. Sein Debüt für die Aurinegros feierte er am 3. Februar 1973 im Spiel gegen die brasilianische Mannschaft von Avaí aus Florianópolis. Sein erstes Tor für Peñarol erzielte er dann beim Copa del Atlántico in der Begegnung gegen die Boca Juniors vier Tage später. In den folgenden Jahren spielte er bis 1979 bei diesem Klub und prägte diese Äera. Er entwickelte sich in dieser Zeit zum wichtigsten Torschützen der Schwarz-Gelben und wurde in den Jahren 1973, 1974, 1975, 1976, 1977 und 1978 sechsmal hintereinander Torschützenkönig der uruguayischen Primera División.
Nach zwei Jahren in Spanien zwischen 1979 und 1981 bei Rayo Vallecano und Valencia CF wechselte Morena für die damalige Rekordablösesumme von 1.029.000 US-Dollar zurück Peñarol.
1982, das Jahr, in dem er zum siebten Mal bester Torschütze der Ersten Liga Uruguays wurde, qualifizierte er sich mit Peñarol nach vier Siegen in der Halbfinalgruppe über CR Flamengo aus Rio de Janeiro und River Plate aus Buenos Aires für die Finalspiele der Copa Libertadores gegen CD Cobreloa aus Chile. Nach einem 0:0 zu Hause erzielte Morena in der 89. Minute des Rückspiels den Siegtreffer zum 1:0 und manifestierte sich selbst damit auch zum dritten Mal als Torschützenkönig des Wettbewerbes. Beim Finale um den Weltpokal im Dezember des Jahres besiegte er mit Peñarol in Tokio den englischen Europapokalsieger Aston Villa FC mit 2:0.
Morena absolvierte insgesamt 306 Ligaspiele, in denen er 267 Tore schoss. Bei internationalen Vereinswettbewerben wirkte er in 83 Partien mit und steuerte 41 Tore bei. Zählt man auch Amateurspiele hinzu, bestritt er 668 Begegnungen.

## Nationalmannschaft
In der Nationalmannschaft debütierte er am 27. Oktober 1971 beim 3:0-Sieg gegen Chile und trug gleich mit einem Tor zum Sieg bei. Gemeinsam mit der Nationalmannschaft nahm Morena auch an der Fußball-Weltmeisterschaft 1974 teil. Auch gehörte er dem uruguayischen Aufgebot bei der Copa América 1975 an. Insgesamt absolvierte er bis zu seinem letzten Länderspieleinsatz am 4. September 1983 54 Spiele für die Celeste, in denen er 22 Tore erzielte.

## Trainertätigkeit
Nach seinem Rückzug aus dem aktiven Sport arbeitete Morena als Trainer und fand seine erste Anstellung bei seinem ehemaligen Verein River Plate Montevideo. Es folgte ein Engagement bei Peñarol im Jahre 1988. 1996 war er mindestens im Oktober bei River Plates Teilnahme an der Copa Conmebol 1996 und somit dem erstmaligen Antreten des Vereins bei einem internationalen Klubwettbewerb erneut Trainer bei den Montevideanern.
Weitere Stationen waren Real Murcia, Huracán Buceo, Rampla Juniors FC sowie CSD Colo-Colo in Chile, bevor er im Jahre 2005 abermals kurzzeitig als Übungsleiter bei Peñarol verpflichtet wurde.

## Erfolge
- Uruguayischer Meister: 1973, 1974, 1975, 1978,  1981,  1983
- UEFA Super Cup: 1980
- Copa Libertadores: 1982
- Weltpokal: 1982
- Copa América: 1983
- Uruguayischer Torschützenkönig: 1973, 1974, 1975,  1976,  1977, 1978,  1982
- Torschützenkönig der Copa Libertadores: 1974, 1975, 1982

## Rekorde
Im Laufe seiner Karriere stellte Fernando Morena zahlreiche Rekorde und Bestleistungen auf, von denen viele noch heute bestehen:
- Meiste Tore eines Uruguayers in der Copa Libertadores: 37
- Meiste Tore für Peñarol in den Clásicos gegen Club Nacional de Football: 27
- Internationaler Toptorschütze des CA Peñarol mit 22 Treffern
- Häufigster Ligatorschützenkönig des CA Peñarol: 7 Mal
- Meiste Tore in einem uruguayischen Ligaspiel: 7 (16. Juli 1978 im Ligaspiel gegen Huracán Buceo)
- Meiste Tore in einer uruguayischen Saison: 36 (1978)
- Meiste Tore in der Primera División Uruguaya: 235[7]